# إلدونة
إلدونة (الاسم العلمي: Eledone)، جنس حيوانات من الأخطبوطيات وهو الجنس الوحيد في فصيلة إلدونيات. ينتشر بشكل أساسي في شمال وجنوب المحيط الأطلسي، مع نوع واحد، E. palari ، وصف في جنوب غرب المحيط الهادئ وشرق المحيط الهندي حول مياه إندونيسيا وأستراليا وآخر، E. microsicya ، من المحيط الهندي الغربي. أحد الأنواع، E. thysanophora، يعتبر الآن مرادف للأخطبوط ذو الرؤوس الناعمة (Eledone schultzei).

## الأنواع
الأنواع التالية مصنفة حاليًا على أنهاأنواع مقبولة في الجنس إلدونة:
- Eledone caparti Adam, 1950
- Eledone cirrhosa (Lamarck, 1798) – curled octopus
- Eledone gaucha Haimovici, 1988
- Eledone massyae Voss, 1964 – combed octopus
- Eledone microsicya * (Rochebrune, 1884)
- Eledone moschata (Lamarck, 1798) – musky octopus
- Eledone nigra (Hoyle, 1910)
- Eledone palari Lu and Stranks, 1992 – spongetip octopus
- Eledone schultzei ويليام هويل, 1910 -- brush-tipped octopus

الأنواع المذكورة أعلاه بالعلامة النجمية (*) مشكوك فيها وتحتاج إلى مزيد من الدراسة لتحديد ما إذا كانت من الأنواع أو المرادفات الصالحة.